# Jasenovo (Bośnia i Hercegowina)
Jasenovo (cyr. Јасеново) – wieś w Bośni i Hercegowinie, w Republice Serbskiej, w gminie Foča. W 2013 roku liczyła 2 mieszkańców.